# Józef Huczyński
Józef Huczyński ps. „Tolip” (ur. 15 marca 1921 w Tyśmienicy, w dawnym województwie stanisławowskim; zm. 14 grudnia 2009) – żołnierz Wojska Polskiego (PSZ) i Armii Krajowej, uczestnik II wojny światowej i powstania warszawskiego, kawaler Krzyża Srebrnego Orderu Virtuti Militari.

## Życiorys
Urodził się w rodzinie Antoniego (st. asesora kolejowego we Lwowie). Absolwent liceum we Lwowie (1938), gdzie w 1939 zdał egzamin maturalny. Należał do ZHP (1933-1935), a następnie do „Sokoła”. 
Od 1938 uczeń Szkoły Lotniczej dla Małoletnich. W czasie trwania kampanii wrześniowej został dwukrotnie ranny.
Podczas okupacji pracował w Biurze Architektury w Stanisławowie. Od 1940 należał do Związku Walki Zbrojnej, gdzie pod pseudonimem „Ryszard” był kurierem przewożącym broń i rozkazy. Brał też udział w przeprowadzaniu kurierów do Rumunii i Węgier. 
Walczył podczas powstania warszawskiego w szeregach Zgrupowania „Chrobry II”, gdzie otrzymał awans do stopnia podporucznika. Za postawę podczas powstania został odznaczony Krzyżem Srebrnym Orderu Wojennego Virtuti Militari. 
Po upadku powstania został jeńcem w oflagu Murnau VII. 
Po uwolnieniu z obozu jenieckiego w szeregach 2 Korpusu Polskiego (PSZ), w którym ukończył kurs oficerski.
Od 1948 w Anglii gdzie został przydzielony do PKPR, a następnie zdemobilizowany. 
W 1990 otrzymał awans do stopnia kapitana. Zajmował liczne funkcje w organizacjach kombatanckich, m.in. w Radzie Naczelnej Żołnierzy AK, Kole Lotników w Londynie, czy Zgromadzeniu Kawalerów VM także w Londynie.

## Życie prywatne
Żonaty od 1948 z Teresą z d. Juzwa. Mieli syna Andrzeja (ur. 1950), profesora na Uniwersytecie w Glasgow.

## Ordery i odznaczenia
- Krzyż Srebrny Orderu Virtuti Militari nr 13825 (za czyny w powstaniu warszawskim)[2]
- Krzyż Kawalerski Orderu Odrodzenia Polski[3]
- Krzyż Walecznych – dwukrotnie[3]
- Krzyż Armii Krajowej[3]
- Krzyż Kampanii Wrześniowej[3]
- Medal Wojska – czterokrotnie[3]
- Złoty Krzyż Zasługi[3]